# Розалін (Конінський повіт)
Розалін (пол. Rozalin) — село в Польщі, у гміні Рихвал Конінського повіту Великопольського воєводства.
Населення — 258 осіб (2011).
У 1975-1998 роках село належало до Конінського воєводства.

## Демографія
Демографічна структура станом на 31 березня 2011 року:
|          | Загалом | Допрацездатний вік | Працездатний вік | Постпрацездатний вік |
| -------- | ------- | ------------------ | ---------------- | -------------------- |
| Чоловіки | 123     | 20                 | 93               | 10                   |
| Жінки    | 135     | 28                 | 80               | 27                   |
| Разом    | 258     | 48                 | 173              | 37                   |